# 黒川芳朝
黒川 芳朝（くろかわ よしとも、1942年 - ）は、日本の地方公務員。大阪府企画調整部長、大阪府教育委員会教育長を経て、関西国際空港株式会社専務取締役、社会福祉法人大阪水上隣保館理事長、学校法人山崎学園理事長、公益財団法人大阪府国際交流財団理事長、大阪府国民年金基金理事長等を歴任した。

## 人物・経歴
1966年大阪大学法学部卒業、大阪府入庁。1984年大阪府企画部企画室参事。1987年大阪府企画部企画室総括参事。1989年大阪府企画調整部次長。1991年大阪府企画調整部企画室長。1992年大阪府部長級昇任。1994年大阪府理事（APEC閣僚会議担当）。1996年大阪府企画調整部長。1998年大阪府教育委員会教育長。2000年関西棋院普及功労賞受賞。2001年関西国際空港株式会社専務取締役。社会福祉法人大阪水上隣保館理事長、学校法人山崎学園理事長、公益財団法人大阪府国際交流財団理事長、大阪府国民年金基金理事長なども歴任した。